# Las Calaveras, Sinaloa
Las Calaveras är en ort i Mexiko.   Den ligger i kommunen Ahome och delstaten Sinaloa, i den västra delen av landet, 1 200 km nordväst om huvudstaden Mexico City. Las Calaveras ligger 19 meter över havet och antalet invånare är 347.
Terrängen runt Las Calaveras är mycket platt. Runt Las Calaveras är det ganska tätbefolkat, med 80 invånare per kvadratkilometer. Närmaste större samhälle är Los Mochis, 10,4 km söder om Las Calaveras. Trakten runt Las Calaveras består till största delen av jordbruksmark.